# Еліна Сіїрала
Еліна Сіірала (англ. Elina Siirala; нар. 27 жовтня 1983, Гельсінкі, Фінляндія) — фінська сопрано співачка, авторка-виконавиця та тренерка вокалу. Засновниця та фронтвумен англійського мелодік-метал-гурту Angel Nation (колишні EnkElination) та друга вокалістка німецько-норвезьного симфо-метал/вікінг-метал-гурту Leaves' Eyes (замінила Лів Крістін після її відходу з гурту). 

## Життєпис
Еліна Сіірала народилася 27 жовтня 1983 у фінській столиці Гельсінкі. 
Її двоюрідний брат Туомас Холопайнен — клавішник гурту Nightwish.

## Дискографія

### Angel Nation
Альбоми
- Tears of Lust (2014)
- Aeon (2017)

Сингли
- Do It Anyway (2016)

Музичні відео
- Tears of Lust (2014)
- Last Time Together (2015)
- Do it Anyway (2016)
- Burn the Witch (2017)

### Leaves' Eyes
Альбоми
- Sign of the Dragonhead (2018)
- The Last Viking (2020)

Міні-альбоми
- Fires in the North (2016)
- Black Butterfly (2019)

Музичні відео
- Edge of Steel (2016)
- Fires in the North (2016)
- Sign of the Dragonhead (2017)

- Across the Sky (2018)
- Dark Love Empress (2020)
- Chain of the Golden Horn (2020)
- War of Kings (2020)